# 양룽
양룽(중국어 간체자: 杨蓉, 한자음: 양용, 1981년 6월 3일 ~ )은 중국의 배우이다. 바이족 혈통이며 윈난성 바오산시에서 태어났다.

## 방송
- 운중가
- 천금여적
- 신조협려 2014
- 미인제조
- 궁쇄연성